# Монцоніт
Монцоніт (рос. монцонит, англ. monzonite, нім. Monzonit  m) –
- 1) Плутонічна гірська порода сублужного ряду. Складається з калінатрового польового шпату (35-45 %), плагіоклазу (андезин, лабрадор, 35-55 %) і кольорових мінералів (авгіт, амфібол, біотит, 0-40 %).

Колір сірий, рожево-сірий. Різновиди за темнокольоровим мінералом: авгітовий, біотитовий, роговообманковий. Середній склад М. (%): SiO2 — 55,36; TiO2 — 1,12; Al2O3 — 16,58; Fe2O3 — 2,57; FeO — 4,58; MgO — 3,67; CaO — 6,76; Na2O — 3,51; К2О — 4,68. Фіз. властивості близькі до діориту. М. складають автономні масиви, беруть участь у будові складних інтрузивів.
Поширені на Тянь-Шані, в Казахстані, Дал. Сході, в Італії, Норвегії, США. З монцонітом просторово пов'язані вольфрамова, молібденова, мідна, золота мінералізація. Від назви гори Монцоні в Альпах (Італія).
- 2) Мінерал, алюмосилікат лугів заліза і кальцію.